# Комисия Нестор Паз Замора
Комисия Нестор Паз Замора (КНПЗ) (на испански: Comisión Néstor Paz Zamora – CNPZ) е боливийска марксистка организация, придобила публичност през 1990. Групата носи името на Нестор Паз Замора – боливйски партизанин, брат на Хайме Паз Замора, президент на Боливия (1989 – 1993). Счита се за наследничка на Армията за национално освобождение на Боливия (ELN), създадена през 1966 г. от аржентинския революционер Че Гевара.
На 11 юни 1990 г, членове на групата отвличат бизнесмена Джордж Лонгсдейл, мениджър на компания за бутилиране Vascal, дистрибутор на Кока-Кола в Боливия и съсобственик на голям вестник.
През август 1990 г. КНЗП заявява за своето съществуване с графити, носещи инициалите и фразата Bolivia digna y soberana (Боливия достойна и суверенна). Групата за пръв път привлича международно внимание след нападение срещу посолството на САЩ през октомври 1990 г при което е убит американски морски пехотинец. На 4 декември боливийската полиция залавя Еваристо Салазар, един от двамата членове на Революционно движение Тупак Амару, работещи съвместно с КНПЗ, по време на операция по предаване на откуп за Лонгсдейл. Салазар е жестоко измъчван от полицията и издава мястото, където е държан Лонгсдейл, след което е убит. По време на полицейската операция по освобождаването на Лонгсдейл, похитения бизнесмен и трима членове на КНПЗ са убити, а други двама са заловени живи. Дейността на групата продължава до 1993 г.